# Theridiidae
Famille
Synonymes
- Hadrotarsidae Thorell, 1881

Les Theridiidae sont une famille d'araignées aranéomorphes.

## Distribution

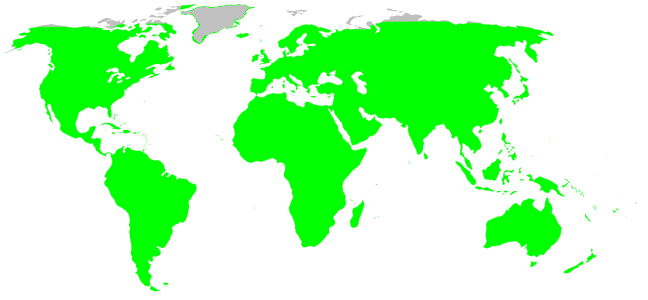
Distribution

Les espèces de cette famille se rencontrent sur presque toutes les terres émergées, sauf aux pôles.

## Description
Ce sont des araignées aux pattes fines et à l'abdomen globuleux. Les membres de cette famille portent souvent des dessins spécifiques assez variés. La toile est irrégulière, avec parfois une retraite sur le dessus. Ils ont le plus souvent huit yeux disposés en deux rangés et une série de soies dentelés au niveau de la tarse de la quatrième paire de pattes,,.
Les genres les plus courants sont Achaearanea, Anelosimus, Latrodectus, Steatoda, Theridion... L'espèce la mieux connue est sans doute la veuve noire.

## Paléontologie
Cette famille est connue depuis le Crétacé.

## Phylogénie
Selon Agnarsson en 2003
- Theridiidae
  - Hadrotarsinae
  - Cnn (Clade non nommé)
    - Latrodectinae
    - Cnn
      - Spintharinae
      - Cnn
        - Pholcommatinae
        - Cnn
          - Argyrodinae
          - Cnn
            - Kochiura
            - Cnn
              - Anelosimus
              - Theridiinae

## Liste des genres
Selon World Spider Catalog (version 26, 31/07/2025) :
- Achaearanea Strand, 1929
- Achaearyopa Barrion & Litsinger, 1995
- Achaeridion Wunderlich, 2008
- Allothymoites Ono, 2007
- Ameridion Wunderlich, 1995
- Anatea Berland, 1927
- Anatolidion Wunderlich, 2008
- Anelosimus Simon, 1891
- Argyrodella Saaristo, 2006
- Argyrodes Simon, 1864
- Ariamnes Thorell, 1869
- Asagena Sundevall, 1833
- Asiopisinus Hu, Wei, Liu & Xu, 2025
- Asygyna Agnarsson, 2006
- Audifia Keyserling, 1884
- Bardala Saaristo, 2006
- Borneoridion Deeleman & Wunderlich, 2011
- Brunepisinus Yoshida & Koh, 2011
- Cabello Levi, 1964
- Cameronidion Wunderlich, 2011
- Campanicola Yoshida, 2015
- Canalidion Wunderlich, 2008
- Carniella Thaler & Steinberger, 1988
- Cephalobares O. Pickard-Cambridge, 1871
- Cerocida Simon, 1894
- Chikunia Yoshida, 2009
- Chorizopella Lawrence, 1947
- Chrosiothes Simon, 1894
- Chrysso O. Pickard-Cambridge, 1882
- Coleosoma O. Pickard-Cambridge, 1882
- Coscinida Simon, 1895
- Craspedisia Simon, 1894
- Crustulina Menge, 1868
- Cryptachaea Archer, 1946
- Cyllognatha L. Koch, 1872
- Deelemanella Yoshida, 2003
- Dipoena Thorell, 1869
- Dipoenata Wunderlich, 1988
- Dipoenura Simon, 1909
- Echinotheridion Levi, 1963
- Emertonella Bryant, 1945
- Enoplognatha Pavesi, 1880
- Episinus Walckenaer, 1809
- Euryopis Menge, 1868
- Eurypoena Wunderlich, 1992
- Exalbidion Wunderlich, 1995
- Faiditus Keyserling, 1884
- Glebych Eskov & Marusik, 2021
- Gmogala Keyserling, 1890
- Grancanaridion Wunderlich, 2011
- Guaraniella Baert, 1984
- Gushangzao Lin & Li, 2024
- Gyro Lin & Li, 2024
- Hadrotarsus Thorell, 1881
- Helenidion Sherwood, Marusik, Fowler, Stevens & Joshua, 2024
- Helvibis Keyserling, 1884
- Helvidia Thorell, 1890
- Hentziectypus Archer, 1946
- Heterotheridion Wunderlich, 2008
- Hetschkia Keyserling, 1886
- Histagonia Simon, 1895
- Icona Forster, 1955
- Jamaitidion Wunderlich, 1995
- Janula Strand, 1932
- Keijiella Yoshida, 2016
- Knoflachia Marusik & Eskov, 2024
- Kochiura Archer, 1950
- Landoppo Barrion & Litsinger, 1995
- Lasaeola Simon, 1881
- Latrodectus Walckenaer, 1805
- Macaridion Wunderlich, 1992
- Magnopholcomma Wunderlich, 2008
- Meotipa Simon, 1895
- Molione Thorell, 1893
- Moneta O. Pickard-Cambridge, 1871
- Montanidion Wunderlich, 2011
- Nanume Saaristo, 2006
- Neopisinus Marques, Buckup & Rodrigues, 2011
- Neospintharus Exline, 1950
- Neottiura Menge, 1868
- Nesopholcomma Ono, 2010
- Nesticodes Archer, 1950
- Nihonhimea Yoshida, 2016
- Nipponidion Yoshida, 2001
- Nojimaia Yoshida, 2009
- Ohlertidion Wunderlich, 2008
- Okumaella Yoshida, 2009
- Paidiscura Archer, 1950
- Parasteatoda Archer, 1946
- Paratheridula Levi, 1957
- Pholcomma Thorell, 1869
- Phoroncidia Westwood, 1835
- Phycosoma O. Pickard-Cambridge, 1880
- Phylloneta Archer, 1950
- Platnickina Koçak & Kemal, 2008
- Proboscidula Miller, 1970
- Propostira Simon, 1894
- Pycnoepisinus Wunderlich, 2008
- Rhinocosmetus Vanuytven, Jocqué & Deeleman-Reinhold, 2024
- Rhinoliparus Vanuytven, Jocqué & Deeleman-Reinhold, 2024
- Rhomphaea L. Koch, 1872
- Robertus O. Pickard-Cambridge, 1879
- Ruborridion Wunderlich, 2011
- Rugathodes Archer, 1950
- Sardinidion Wunderlich, 1995
- Selkirkiella Berland, 1924
- Sesato Saaristo, 2006
- Seycellesa Koçak & Kemal, 2008
- Simitidion Wunderlich, 1992
- Spheropistha Yaginuma, 1957
- Spinembolia Saaristo, 2006
- Spintharus Hentz, 1850
- Steatoda Sundevall, 1833
- Stemmops O. Pickard-Cambridge, 1894
- Stoda Saaristo, 2006
- Styposis Simon, 1894
- Takayus Yoshida, 2001
- Tamanidion Wunderlich, 2011
- Theonoe Simon, 1881
- Theridion Walckenaer, 1805
- Theridula Emerton, 1882
- Thwaitesia O. Pickard-Cambridge, 1881
- Thymoites Keyserling, 1884
- Tidarren Chamberlin & Ivie, 1934
- Tomoxena Simon, 1895
- Troglotheridion Hu & Liu, 2025
- Trust Sherwood, Marusik, Wilkins, P. Ashmole & M. Ashmole, 2024
- Vigdisia Agnarsson, Kuntner, Yu & Gregorič, 2025
- Wamba O. Pickard-Cambridge, 1896
- Wirada Keyserling, 1886
- Yoroa Baert, 1984
- Yunohamella Yoshida, 2007
- Zercidium Benoit, 1977

Selon World Spider Catalog (version 23.5, 2023) :
- † Balticoridion Wunderlich, 2008
- † Balticpholcomma Wunderlich, 2008
- † Burmatheridion Wunderlich, 2018
- † Caudasinus Wunderlich, 2008
- † Clavibertus Wunderlich, 2008
- † Clya C. L. Koch & Berendt, 1854
- † Cornutheridion Wunderlich, 2021
- † Cornutidion Wunderlich, 1988
- † Cretotheridion Wunderlich, 2015
- † Cymbiopholcomma Wunderlich, 2008
- † Eoasagena Wunderlich, 2008
- † Eolyrifer Wunderlich, 2008
- † Eomysmena Petrunkevitch, 1942
- † Eoteutana Wunderlich, 2008
- † Femurraptor Wunderlich, 2011
- † Globulidion Wunderlich, 2008
- † Hirsutipalpus Wunderlich, 2008
- † Kochiuridion Wunderlich, 2008
- † Microtheridion Wunderlich, 2021
- † Mimetidion Wunderlich, 2008
- † Nanomysmena Petrunkevitch, 1958
- † Nanosteatoda Wunderlich, 2008
- † Obscuropholcomma Wunderlich, 2008
- † Praetereuryopis Wunderlich, 2008
- † Pronepos Petrunkevitch, 1963
- † Protosteatoda Wunderlich, 2008
- † Pseudoteutana Wunderlich, 2008
- † Rugapholcomma Wunderlich, 2008
- † Spinisinus Wunderlich, 2008
- † Spinitharinus Wunderlich, 2008
- † Succinobertus Wunderlich, 2008
- † Succinura Wunderlich, 2008
- † Thyelia C. L. Koch & Berendt, 1854
- † Unispinatoda Wunderlich, 2008
- † Vicipholcomma Wunderlich, 2008

## Systématique et taxinomie
Cette famille a été décrite par Sundevall en 1833.
Cette famille rassemble 2 596 espèces dans 133 genres actuels.

## Publication originale
- Sundevall, 1833 : Conspectus Arachnidum. Londini Gothorum, p. 1-39.